# 笹井千惠子
笹井千惠子（日语：／ Sasai Chieko，8月23日—）是日本的女性聲優，所屬Kenyu Office。以前所屬ARTSVISION。

## 演出作品

### 電視動畫
- RD 潛腦調查室（鈴木真知子）
- 聖槍修女（老奶奶）
- 源氏物語千年紀 Genji（更衣、女房A）
- 閃靈二人組
- 麵包超人（小琴、百合）
- 死亡筆記本
- 火影忍者疾風傳（老奶奶）

2014年
- 寄生獸 生命的準則（泉信子）

### 外語配音
- 美國殺人魔（艾芙琳·威廉斯（瑞絲·薇斯朋））

### 舞台
- 八墓村（梅幸尼）

## 外部連結
- Kenyu Office公開簡歷